# لامارک (دهانه)
لامارک یک دهانه برخوردی در ماه‌ است.

## دهانه‌های اقماری
این دهانه ۶ دهانه اقماری دارد.
| Lamarck | عرض جغرافیایی | طول جغرافیایی | قطر           |
| ------- | ------------- | ------------- | ------------- |
| A       | ۲۵.۲° S       | ۷۰.۸° W       | ۵۱.۰ کیلومتر  |
| B       | ۲۲.۸° S       | ۶۹.۷° W       | ۷.۰ کیلومتر   |
| E       | ۲۶.۸° S       | ۷۵.۷° W       | ۹.۰ کیلومتر   |
| D       | ۲۵.۰° S       | ۷۴.۱° W       | ۱۳۱.۰ کیلومتر |
| G       | ۲۷.۱° S       | ۷۲.۱° W       | ۱۵.۰ کیلومتر  |
| F       | ۲۷.۰° S       | ۷۳.۹° W       | ۹.۰ کیلومتر   |